# Agostino Marianetti
Agostino Marianetti, detto Dino (Tripoli, 2 maggio 1940 – Roma, 21 gennaio 2016), è stato un politico e sindacalista italiano.

## Biografia
Consigliere comunale a Roma dal 1966 al 1969. Sindacalista della CGIL, fu segretario generale aggiunto durante la segreteria di Luciano Lama, restando in carica dal 1977 al 1983. In quel periodo si trovò ad affrontare momenti difficili come il sequestro e l’assassinio di Aldo Moro. Memorabile il suo contrasto "passionale" con i comunisti, quando sostenne la linea della trattativa. Un altro punto della esperienza di Marianetti nel PSI riguarda la sua intuizione nel portare unitariamente tutta la componente socialista a elaborare un contributo, con l’apporto di alcuni intellettuali, al progetto socialista di Bettino Craxi, discusso a Torino. I socialisti della CGIL scrissero un punto centrale teorico del nuovo progetto socialista: l’anticipo teorico della transizione dall’ancoraggio al precetto della socializzazione dei mezzi di produzione e di scambio a un riformismo legato alla lettura dei cambiamenti sociali e produttivi, alla realizzazione di una iniziativa socialista per l’Alternativa di governo.
" Il modesto Marianetti.", così si espresse Stefania Craxi (figlia di Bettino Craxi), di fronte alla proposta di eleggerlo segretario nazionale del PSI, quando molti sostenevano che per mantenere in piedi il partito era necessaria una figura socialista di specchiata e comprovata etica morale.
Viene eletto deputato alla Camera per il PSI per tre Legislature, restando in carica dal 1983 al 1994. In tale anno alcuni procedimenti giudiziari gli costarono la mancata rielezione a deputato e provocarono, nei fatti, il suo abbandono della politica attiva.
In occasione dell'Elezione del Presidente della Repubblica Italiana del 2015 ottiene alcune preferenze in due votazioni del Parlamento in seduta comune.
Nel dicembre del 2015 scrive Io c'ero, un libro a testimonianza di una vita interamente segnata dall'impegno nel sindacato, nella politica e nelle istituzioni elettive.